# Örjan Gerhardsson
Örjan Gerhardsson (pseudonym Peter Glas), född 30 januari 1954 i Uppsala, är en svensk författare, bosatt i Malmö. Han är son till Birger Gerhardsson och bror till Krister Gerhardsson alias Dekius Lack.
1980 grundade han Bakhåll, ett skönlitterärt bokförlag i Lund. 1980–1982 var han sångare och låtskrivare i punkpoesigruppen Bostonvärk. Han debuterade som författare 1983 med kortromanen Värk. Har i samarbete med Yoko Ono redigerat ett tiotal böcker med material ur Onos arkiv, bl a Imagine Yoko (2005), Woman Power (2016) och Live in the Light of Hope (2018). År 2021 medverkade han som expert i SR:s podd P3 Historia i avsnittet "Leonardo da Vinci - Historiens största snille". År 2022 tilldelades han Samfundet De Nios Vinterpris.